# Preševo
Preševo (em cirílico: Прешево) é uma vila da Sérvia localizada no município de Preševo, pertencente ao distrito de Pčinja, na região de Vallée de Preševo. A sua população era de 13426 habitantes segundo o censo de 2002.

## Demografia
| 1948 | 1953 | 1961 | 1971 | 1981  | 1991  | 2002  |
| ---- | ---- | ---- | ---- | ----- | ----- | ----- |
| 5102 | 5051 | 5680 | 7657 | 11637 | 15107 | 13426 |